# Anita Gradin
Pour les articles homonymes, voir Gradin (homonymie).
Anita Ingegerd Gradin, née le 12 août 1933 et morte le 23 mai 2022 à Stockholm, est une femme politique suédoise.
Elle est commissaire européenne à l'Immigration, à la Justice et aux Affaires intérieures entre 1995 et 1999 dans la commission Santer et dans la commission Marín.